# Alp Arslan
Alp Arslan (właśc. Mehmed Ibn Dawud, ur. w 1029, zm. 15 grudnia 1072) − sułtan Wielkich Seldżuków w latach 1063-1072.

## Życiorys
Bratanek swego poprzednika, Tughril Bega. Prowadził politykę ekspansjonistyczną.
Przejęcie władzy po Tughrilu nie było łatwe, bowiem pretendentami do tronu byli dwaj synowie Czaghri'ego Bega: Sulajman i Alp Arslan. Drugiego z nich popierał późniejszy wieloletni wezyr Nizam al-Mulk, sam zaś Alp Arslan był doświadczonym wodzem, co zapewne zdecydowało o tym, że partia przeciwna ostatecznie ustąpiła. Swój sukces nowy sułtan przypieczętował aresztowaniem i straceniem wezyra i doradcy Tughrila, Kunduriego, swego osobistego wroga.
W roku 1064 Alp Arslan podporządkował sobie Kerman, a rok później zdobył Ani, stolicę Armenii i zagroził Gruzji. Ostatecznie Gruzję uratowało to, że Turkmeni skierowali się ku wybrzeżom Morza Kaspijskiego. 
Wiosną 1071 roku cesarz bizantyński, Roman IV Diogenes, zgromadził wielką armię z zamiarem odbicia Armenii. W ten sposób doszło do bitwy pod Manzikertem we wschodniej Anatolii, w której Seldżucy odnieśli zdecydowane zwycięstwo, a cesarz Roman został wzięty do niewoli. Po tej bitwie cała Anatolia stanęła przed Turkmenami otworem, ale Alp Arslan nie dążył do jej podboju. Zaraz po zwycięstwie pospieszył na wschód, by ochronić swój stan posiadania nad Amu-darią. Po drugiej stronie rzeki rozciągało się państwo Karachanidów i dopiero ich pobicie zabezpieczyło wschodnią granicę sułtanatu w Chorezmie.
Alp Arslan był politykiem, który doprowadził kraj do względnej stabilizacji politycznej. Był to okres rozkwitu gospodarczego i kulturalnego państwa.
Zmarł na skutek ran odniesionych podczas walk na wschodzie.